# Asociación por la Cultura de Mallorca
La Asociación por la Cultura de Mallorca (Associació per la Cultura de Mallorca) fue una entidad fundada en 1923 en Palma de Mallorca, España.
Sus objetivos fueron promover la unión de los nacionalistas y regionalistas para impulsar la cultura catalana y buscar un punto de identidad nacional común. Entre sus fundadores se encontraban Jaume Sastre, Guillem Colom i Ferrà y Pere Oliver Domenge.
La entidad debió suspender sus actividades desde 1923 hasta 1930 durante la dictadura de Primo de Rivera, que suspendió definitivamente las conferencias y los Juegos Florales en 1925.
Además de dichas actividades, la asociación promovía estudios científicos, culturales, sociales, de filología, historia, arte y arqueología, al tiempo que editaba diversas publicaciones entre las que destacó La Nostra Terra. La entidad fue el embrión de la propuesta del Estatuto de Baleares de 1931.